# Беловодский заказник
«Беловодский заказник» (укр. Біловодський заказник) — гидрологический заказник общегосударственного значения, расположенный на территории Роменского района (Сумская область, Украина). 
Площадь — 1 515,7 га.

## История
Был создан в 1980 году.

## Описание
Заказник создан с целью охраны водно-болотных угодий в пойме реки Сула.
Ближайший населённый пункт — село Беловод, город — Ромны.

## Природа
Вдоль берегов меандрированного русла реки и стариц произрастают тростник и рогоз (широколистный и узколистный). Среди водной растительности распространены сообщества телореза, кубышки, стрелолиста. На возвышениях находятся луга, представленные осокой. Встречается пальчатокоренник майский, занесённый в Красную книгу Украины.
В зарослях прибрежной растительности обитают цапля (серая, рыжая, белая), большая выпь, малая выпь. Заказник является местом гнездования птиц. Встречается журавль серый, аист черный, коростель. Здесь обитают выдра речная, горностай, болотные черепахи.